# Savères
Savères é uma comuna francesa na região administrativa de Occitânia, no departamento de Alta Garona. Estende-se por uma área de 10,71 km². Em 2010 a comuna tinha 226 habitantes (densidade: 21,1 hab./km²).